# Azura (Schiff)
Die Azura ist ein 2010 in Dienst gestelltes Kreuzfahrtschiff der britisch-amerikanischen Carnival Corporation & plc, welches von deren Marke P&O Cruises betrieben wird. Heimathafen des Schiffes ist Hamilton.

## Geschichte

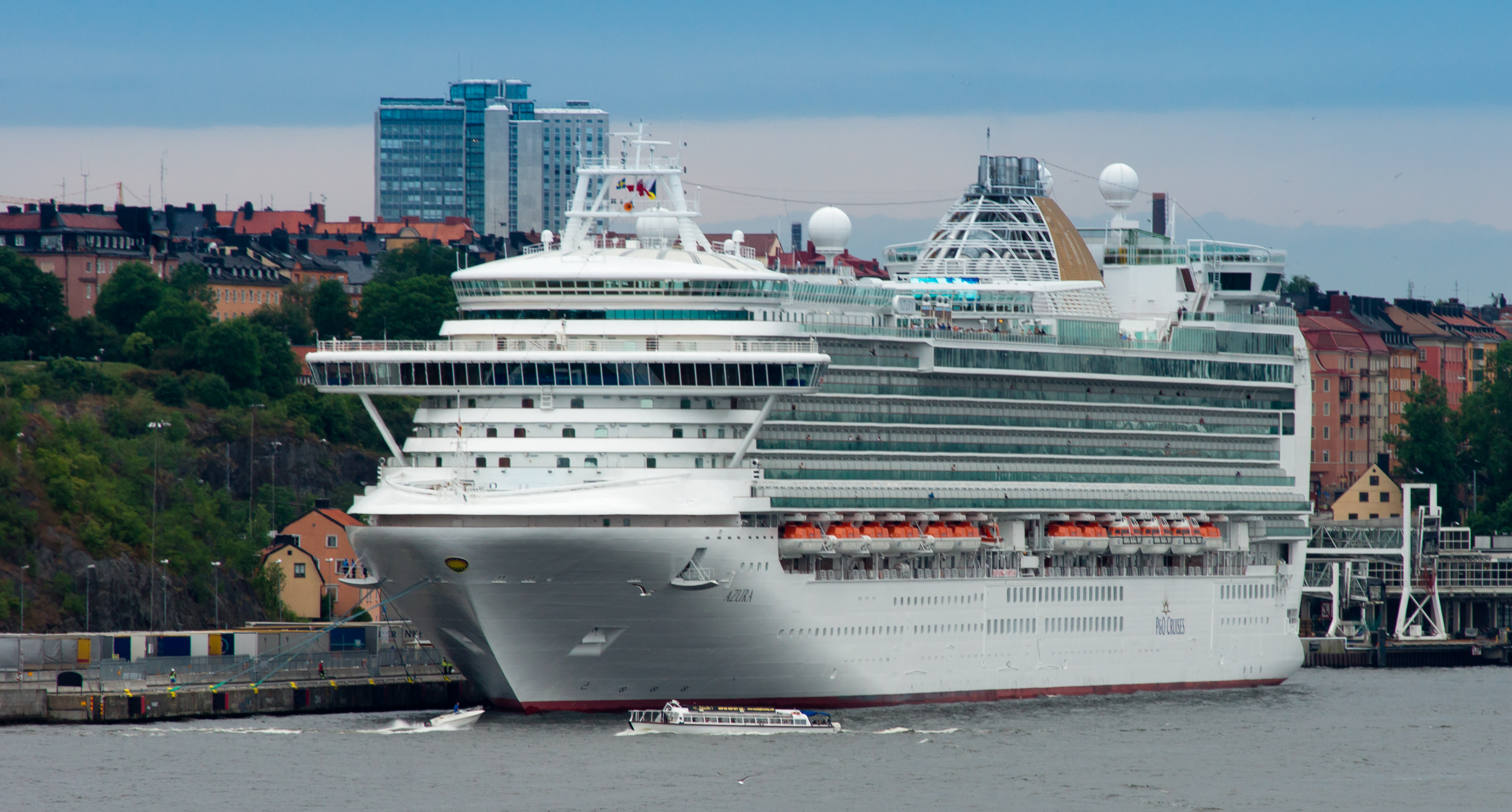
Die Azura in ihrer alten Rumpf- und Schornsteinfarbe in Stockholm, Juli 2010

Die Azura ist eine modifizierte Version der Grand-Klasse, von der zwischen 1998 und 2010 elf Schiffe gebaut wurden. Baubeginn für die Azura war am 27. Oktober 2008. Das Ausdocken erfolgte am 26. Juni 2009. Am 10. April 2010 wurde das Schiff schließlich an P&O Cruises übergeben. Die Jungfernfahrt startete am 12. April 2010 im Hafen von Southampton. Ursprünglich war das Schiff auch in Southampton registriert, jedoch wurde der Heimathafen im November 2011 nach Hamilton, Bermuda verlegt.
Während ihr Schwesterschiff Ventura auf Familienfreundlichkeit ausgelegt ist, wurde die Azura mehr im Stil der klassischen Kreuzfahrt gebaut. Das Schiff besitzt unter anderem eine Tanzfläche, ein Theater mit 800 Sitzplätzen, ein englisches Pub namens Brodie`s (benannt nach einem der Gründer der P&O Line, Brodie McGhie Wilcox) und eine Show Lounge.  Außerdem besitzt sie ein großes Open Air Kino auf dem Pooldeck.
Vom 5. April 2015 bis zum 17. April 2015 wurde das Schiff bei Blohm + Voss modernisiert. Dabei wurde das Schiff mit Scrubbern ausgerüstet und erhielt eine neue Rumpfbemalung.
Im November 2018 wurden die Reederei P&O Cruises und der damalige Kapitän der Azura wegen Luftverschmutzung zu einer Haftstrafe in Höhe von insgesamt 100.000 Euro verurteilt, nachdem die Azura im Hafen von Marseille ein nicht zugelassenes Dieselöl mit zu hohem Schwefelanteil eingesetzt hat. Es handelte sich hierbei um die erste Verurteilung einer Reederei wegen Luftverschmutzung in Frankreich.